# Медицина у Србији у периоду Османлијске власти
Медицина у Србији у периоду Османлијске власти сматра се мрачним делом у историји медицине српског народа, јер су Османлије прекинуле даљи развој у средњем веку започете манастирске медицине која се спроводила у српским манастирима и њиховим болницама и школама. Иако није у техничком погледу била дорасла изазовима лечења, она је максимално користила хришћанско човекољубље као основу своје делатности, што ће у наступајућим вековима помоћи медицини да постане једна од вештина која је помагала човеку не само у физичком превазилажењу проблема болести, него је у болеснику стварала осећај сигурности и припадања заједници.

## Предуслови
Битка на Косову пољу дефинитивно је решила судбину Србије и њене медицине, јер након ње у земљи више није било силе која је могла да се супротстави Османлијском освајању. Доласком Османлија, пропада српска средњовековна држава, а са њом и свеукупни културни али и дотадашњи медицински развој.
У пролеће 1458. године Османлије освајају манастир Ресаву, градове Вишесав, Жрнов, Белу Стену (код Ваљева). Босански краљ Стефан Томаш је исте године водио преговоре о браку између свог сина Стефана и Лазареве ћерке, чиме би се ујединиле снаге за борбе против Османлија. У марту власт у Смедереву преузима Стефан Томашевић. Након тога Османлије крећу у војни поход према деспотовини, и освајању Смедерева и деспотових земаља западно од Дрине.
Пад Српске деспотовине означен је османским освајањем Смедерева, српске престонице у то време. Водећи војску преко Софије и Поморавља, Мехмед II ушао је у Смедерево 20. јуна 1459. године. Овај догађај означен је као почетак директне османске власти над Србијом, која је уз краће прекиде трајала све до Првог српског устанка 1804.
Нови век који је почео с краја 15. века, и био праћен великим европским покретима (хуманизам и ренесанса, рационализам и романтизам), одвијао се „јако далеко“ од поробљене Србије, која је све више назадовала под Османлијским царством. Тако се, према бројним историчарима, може закључити да је у Србији Нови век почео тек почетком 19. века.

## Верски фанатизам Османлија као узрок пропадања српске медицине
Османлије, понесени својим верским фанатизмом, уколико нису уништавали медицинске установе у освојеним хришћанским земљама, нису за њих показивали интерес. Основни циљ био је ширење ислама и брисање онога што није било у вези с њим. У систему који је био заснован на теократији и бездушној експлоатацији, грађанска класа, која је код Срба била у почетку формирања, уништена је, а сваки прогрес паралисан. Овакве последице биле су првенствено изражене у православним средњовековним српским земљама, док су мање трпели они народи који су прихватили ислам.
У новонасталим условима српска средњовековна медицина стагнира а постепено и назадају све до краја 18. века. Највећи број болница у Србији је затворен, а најдуже су се задржале болнице у манастиру Милешева и Високим Дечанима, Мажићима. Османлије не само да нису оснивале болнице у поробљеној Србији, иако су у сваком граду саградили јавна купатила, хамаме, већ су их и рушили и пљачли. После ових дешавања може се само претпоставити шта се дешавало са скромним болниким зградом, као и са другим грађевинама у манастирском комплексу. У потрази за драгоценостима и новцем Турци се нису обазирали на опрему и поједине инструменте који су највероватније стајати на једном месту или на полицама. Готово све што се нашло у болничкој згради спаљено је. Да би након археолошких радова, део ове опреме, био откривен тек после више од 250 година, у слоју гара и под наслагом камења, малтера и спаљене кровне конструкције. Разуме се, да је могуће претпоставити, да су неки инструменти, делови опреме као и вреднији предмети били опљачкани, док су медицински инструменти и помагала, заједно са зградом спаљени, јер за рушиоце нису имали никакву материјалну вредност.
Са друге стране донета од стране Османлија, исламска медицина била је само бледа слика јако цењене арапске медицине. У Србију су ретко и долазили учени лекари из Турске као нпр Хетвани Ахмедефендија средином 17. века.
Медицина у поробљеној Србији је била у рукама лаика; хоџа, грчких и народних емпирика и других народних лекара (видари, ранари, травари), бербера, „мајстора“ (за намештање прелома и ишчашења) али и врачаре и све бројнијих варалица. Тако је медицина у Србији, постала мешавина магијске медицине, етномедицине повремено са траговима научне медицине.
Настало је „златно доба” магијске медицине у коме су доминантно место имале врачаре и гатаре, а теологија и медицина неретко су се не само додиривале него и на специфичан начин умногоме и преклапале.
У многим рецептима за излечење, народни лекари, па и лекари у том периоду, тражили су од болесних и читање молитава као што су Pater Noster и Ave Maria и разне друге молитве упућене светитељима, и употребу различитих бајалица и амајлија, у зависности од тежине болести. Занимљив је и податак да је у Котору у време куге, 1526. године, извесни лекар Иван Меднић преписао болесном не само лекове које је лично направио већ и читање молитава упућених Богу и Светом Себастијану, заштитнику од ове опаке болести.
О стању медицине у поробљеној Србији под Османлијским царством најбоље говоре речи земунског градског физикуса Валконеа:
| „ | Ко хоће да буде лекар и апотекар у Србији, њему није потребно знање, већ само воља да се посвети једном или другом или звањима, пошто се тамо не траже никаква уверења о стеченим способностима. Турчин, својим к'сметом замагљен, живи здрав или болестан спокојно или равнодушно. Србин се налази још на ниском ступњу културе, иако је прихватљив за оно што је боље. Празноверица и врачање помажу му у невољи. Под таквим околностима има тамо доста разних пустолова, тамо има свакојаких лекара и апотекара. | ” |

Миграције изазване ратовима и великим зулумом Османлија довеле су до страшног ширења заразних болести: куге, тифуса, али и незаразних попут повреде које су код Срба доста успешно лечили народни хирурзи.

## Хигијенско епидемиолошке прилике у Србији у периоду Османлијске власти
Већина становништва Србије није много марила за хигијену и није стицала довољно добро здравствено васпитање, па је међу становништвом увек било глиста, вашака, бува, шуге; запуштених рана и прелома; брзих смрти од лако излечивих повреда и болести, и честих зараза. Нарочито је уочљива хигијенска запуштеност сточарских домаћинстава у селима.
Лоше здравствено васпитање и неразвијеност здравствене службе утицало је да у хигијенском погледу Србија, неколико векова, представљао стравичну слику. Код оболелих су доминирале туберкулоза (са смртношћу од око 12,5%) и трбушни тифус (са смртношћу од 10-25%), од којих су умирале читаве породице, већином млађи свет. Велика смртност била је и међу турским војницима (код којих је у јесењим епидемијаама трбушног тифуса умирало и до 300 војника.
Сексуално преносиве болести такође су биле доминантне код нижег слоја становништва и маларија због непознавања узрока њиховог преношења и заштите.
Поред наведених болести доминирале су и дизентерија (како код деце тако и код одрсаслих), јер због непостојања зравственог васпитање није се знало да су прљаве руке и нечиста вода за пиће биле главни узрок заразе.
Куће у Србији су углавном биле неусловне за становање, а у градовима  улице узане, прљаве као и дворишта у која се изливала отпадна вода. У двориштима се слободно чувала стока а водоснабдевање и уклањање отпадака било је нерешено, те су због велике близине загађивача и бунара биле честе епидемије цревних заразних болести.
Колико су хигијенски и здравствени услови у Србији били тешки, најбоље говори податак с почетка 19. века када се нпр. Ниш, варош са 30.000 становника након епидемије куге 1838. године смањио на 12.817 становника колико је имао у моменту ослобођења од Османилија 1878.

## Надрилекарство и путујући видари
У просторима где се медицина показивала као немоћна, владало је надрилекарство. Наспрам шачице школованих u Османском царству у покореној Србији стајала је непрегледна „војска” оних других. Осим Тураских хећима, код којих су Срби нерадо одлазили настала је, убрзо маса надрилекара, који  су ко зна где и како изучили какав занат од видара, сеоских врачара или каквих травара, и сами справљали какве лекове. Тако се надрилекарство по Србији ширило попут какве хидре.
Користећи своја или туђа искуства и сазнања, тек када би се више пута уверили да нека њихова метода помаже у лечењу, они су све више стицали самопоуздања, и настављали са дугогодишњим радом као народни видари. Ови српски емпирици, о којима се у народу нашироко причало, постајали су тражени и без икакве личне промоције, и само својим односом према болеснику и својом умешношћу, стицали су велику популарност. Тако се веома често истицао, код појединих видара, њихов завидан положај који су стекли у Србији захваљујући општедруштвеној и јавној оцени њиховог залагања.
| „ | Ови (потоњи) не траже никакву плату ако њихово знање и лечење не помогне, а ако болесник умре они се стиде и показати њиховој родбини, а толи неку награду тражити. Код доктора рецепташа, већином то бива сасвим друкче. Они траже и мора им се платити за њихов долазак, рецепт и лек, па било то од користи или не. Видари видарину нису тражили давала им се драговољно. За лек се, зар не, не каже хвала. Ова врста традиције долазила је у сукоб с праксом великог света, у коме је лекар занатлија. Преглед кошта, лек кошта. | ” |

 А међу „народним (босоногим) лекарима“ поред видара били су и: бербери, врачари, бајалници, хоџе, свештеници, калуђери, травари, ранари владари ...  И свакојаки преваранти: ... „разне скитнице, варалице ... који су долазили на сајмове, вашаре, пијаце и црквене славе ..“ жељни лаке зараде.
Поред српских видара, у народу су били цењени и путујући страни лекари — видари, калојатри („добри лекари“) и хећими. Калојатри у поробљеној Србији најчешће су били самоуки лекари Грци, који су говорили да потичу из Епира, а хећими  су били Турски лекари, међу којима је главни био Хећимбаша, први лекар у турској војсци.

### Лечење моштима и реликвијама
А тамо где надрилекари нису могли да помогну раширило се веровање у чудотворну моћ хришћанских светитеља и њихових моштију. Тада би болесни и њихова родбина, понесени верском заслепљеношћу и очајањем, хрлили ка местима која су им нудила могућност исцељења, уз помоћ чудотворних и моћних реликвија у лечењу свакојаких тегоба и болести. У практичном животу Српски народ се прихватао свакаквих метод за које се сматрало да могу довести до оздрављења. Као што сваки лек у свом опису има одређена својства помоћу којих је лечио болести, тако је и свака молитава и реликвија доприносила исцељењу одређене врсте болести. У манастирским болницама, које су неретко биле у непосредном окружењу исцелитељских моштију светитеља – на пример, манастир Студеница и мошти Светог Симеона, или манастир Дечани и мошти Светог Стефана Дечанског.
- Мошти светитеља, код Срба, су коришћене као извор извесних натприродних, чудотворних снага - моћи, превасходно исцелитељских.
- Богородица Тројеручица, чувена икона из манастира Хиландара, испред који гори непрестано велико кандило, а „уље из њега је већ многе излечило од разних болести”.

Природа дејства моштију по народном веровању заснива се на чињеници да оне нису подлегле физичко хемијском закону разлагања материје и и да се кроз поједине његове сачуване делове, пројављују  натприродна дејства, која су Божија, а која црква овако објашњава: 
| „ | У питању су Божија благодатна дејства (ενεργεία) која се у свету видљиве стварности манифестују преко светитељевих телесних остатака. Мошти као тело које није подлегло разлагању материје представљају претходно сведочанство бесмртности личности и предзнак васкрсења у будући век и свет. Од времена Седмог васељенског сабора, ушива се у антиминс частица (честица, делић) светих моштију | ” |

Приликом лечења оболелих није се ослањало само на молитву и чудотворне мошти, већ су биље и други лекови били део инвентара болничке апотеке у манстирима где су чуване мошти. У средњовековна чуда лекара светитеља, као што су Козма и Дамјан, убројана су и она исцељења заснована на рецептима које су свети лекари препоручивали болеснима, а који су обично били састављени од дрога биљног и животињског порекла. Тако се у многим манастирима лечио не само молитвама и светом водом, већ су справљани и извесне мелеме или је болеснима препоручивано да се обрате одређеним лекарима.

### Магична и апокрифна медицина
Најстарији помен магичне медицине код Срба је у „Ходошком зборнику“  у коме су дата разна упутства која штите корисника код одређених стања, или да ако неке несреће  дође, да се магичне формуле исписују на телу унесрећеног или на парчету хартије која је полагана испод лежаја невољника.
Постоје бројни примери за најразличитију примену магијске медицине а најчешће су то биле формуле против несанице, импотенције или тешког порођаја („Ходошки зборник“). Поред примене тих магичних формула веома често су биле присутне и радње за добробит унесрећеног. Те радње су се углавном односиле на гатања и бајања. Гатањем и бајањем су се бавиле старије жене (збване „бајалице“) које су за своју делотворност користиле најразличитије ствари, обично присутне у кући. Користило се перо од кокошке (посебно је било на цени девето перо из десног крила, деветог квочкиног пилета које се излегло деветог уторка по Божићу). Осим тога популарно је било користити восак од умрлих пчела, па примена „горског кристала“ итд.  Бајало се обично „против буба у глави“, урокљивих очију, неспавања, жутице, главобоље... Постоје и различита упутства за примену бајања и гатања познате као  „Коледарник“ (примена појединих бајалица по дану у недељи/месецу) или „Громовник“(примена појединих бајалица у дану дали грми или не) па примена у односу на зодијак („Исправљање зодијаком“) и сл.

### Етномедицина или народна медицина
Као главни конкуренти црквеним лекарима, теозофима и теолозима који су се сматрали чуварима хришћанског морала били су традицијом „образовани“ људи из сеоског друштва (народни лекари) који су преносили са колена на колено знање о природним процесима, људској и животињској анатомији, старим обичајима и ритуалима и начинима борбе са болешћу и другим проблемима, која је била дубоко укорењена у свести и поштовању ширег, неуког и неписменог становниства.
Тако је настала етномедицина или народна медицина као скуп искустава и њихове практичне примена на очувању здравља, продужењу живота, спречавању и лечењу болести које је сам народ открио. Ова знања су стицана искуством и преносила су се са поколења на поколење, прво усменим, а потом и писменим путем. То је искуствена, емпиријска медицина, до извесне мере и стручна, али често прожета мистиком, сујеверјем, и конзервативним идејама, што је давало простора да се у оквиру ње инфилтрира магија, надрилекарство, шарлатанство које је понекад народу било тешко одвојити једно од других.
Наиме у оквиру народне медицине као скупу различитих поступака који се изводе у циљу лечења, олакшања или спречавања здравствених тегоба, без тражења помоћи научне медицине примењују се два различита поступка: рационални и ирационални.

### Лечење рационалним поступцима
Лечење рационалним поступцима заснива се на примени лековитог биља, средстава људског, животињског минералног порекла и садржани су у манастирским кодексима Ходошком (14. век) и Хиландарски (15. и 16. век). У 18. веку Захарије Стефановић Орфелин у свом делу Велики српски травник 1783. године описао је на десетине биљака и начин њихове употребе. Вук Стефановић Караџић је 1818. године у Српском рјечнику објавио велики број података о употреби биљака у народној медицини.

### Лечење ирационалним поступцима
Лечење ирационалним поступцима заснива се на примени магијских и верских образаца и других ирационалних радњи.

Техника лечења или лек делују или не делују – били они „алтернативни“ или не. Међутим за разлику од „алтернативне медицине“, наука и, примењена медицина усавршиле су управо технике демаркације између праксе која је делујућа или то није. 
| „ | Одбијајући научни метод као средство провере корисности извесне праксе у лечењу, „алтернативна медицина“ одбија шансу провере истинитости својих навода – што оправдано наводи на сумњу у њене добре намере. Не постоји ваљана алтернатива проласку кроз научно вођене тестове и статистичку потврду и самим тим присуство или одсуство научног метода представља карактеристику од фундаменталног значаја за вредновање одређене праксе лечења. | ” |

Званична медицинска наука због одуства провере истинитости навода, одбацује већину поступака традиционалне (алтернативне и комплементарне) медицине и проглашава их за парамедицинске. Мада класична медицина као и традиционална медицина имају исти племенити циљ да помогну, да излече оболелог. У остварењу овог узвишеног циља оне би требало да сарађују. Медицинска наука, без обзира на недостајуће и потпуне доказе о ваљаности поступака традиционалне медицине, мора пажљиво да их истражује и, након валоризације, да их уграђује у свакодневну праксу.
Сиромашан српски народ у периоду Османлијске власти, лишен лекара и апотекара, сналазио се како је знао и умео. Највише су га лечили народни лекари и апотекари, и велика количина разноврсног лековитог биља које успева у српским крајевима. То је условило снажан развој народне фармације која је ухватило дубок корен у српском народу. Као главни конкуренти турским лекарима и црквеним лекарима, тео-зофима и теолозима који су се сматрали чуварима хришћанског морала народни лекари и апотекари били су не медицином већ традицијом „образовани” људи из сеоског друштва (народни лекари) који су преносили са колена на колено знање о природним процесима, људској и животињској анатомији, старим обичајима и ритуалима и начинима борбе са болешћу и другим проблемима, а које је било дубоко укорењено у свести и поштовању ширег, неуког и неписменог становниства.
Тако је настала српска етномедицина или народна медицина као скуп искустава и њихове практичне примена на очувању здравља, продужењу живота, спречавању и лечењу болести које је сам народ открио. Ова знања су стицана искуством и преносила су се са поколења на поколење, прво усменим, а потом и писменим путем. То је искуствена, емпиријска медицина, до извесне мере и стручна, али често прожета мистиком, сујеверјем, и конзервативним идејама, што је давало простора да се у оквиру ње инфилтрира магија, надрилекарство, шарлатанство које је понекад народу било тешко одвојити једно од других.
Многи појединци разних занимања бавили су се „лекарским и апотекарским“ послом. Они су обично стечена знање чували у појединим породицама, и тако их наслеђивали. У прво време већином су то биле старије жене, које су знале да сакупљају лековито биље, да га кувају и од њега припремају лек за поједине болести, или мелем за лечење рана.
Пошто народ није имао материјалних могућности да се лечи од стручних лекара, којих реално гледајући није ни било, народна медицина и фармација одиграла веома важну улогу у свим историјским периодима живота српске народа за време турске владавине.
У српској народној медицини биљни свет је играо важну улогу не само у лечењу болести већ и у изазивању „биљне опојности“ и „стања заноса“, које су се не тако често завршавала и смрћу (тровањем). За народне лекаре свака трава је за нешто добра (за неку болест), а биљке су у народу биле цењене и због њихових карактеристика или непосредног утицаја на живот или смрт, што је код примитивних особа било отелотворење више силе. Отуда почиње и широко интересовања и љубав према вегетацији, припадника народне медицине али простог човека.
Обожавање дрвета заузима значајно поглавље у митологији и историји српске народне медицине која је била у узајамној вези са религијом. Тако су настале букве, храстови и липе, са записима на овим дрветима за време ношења крстоноша у одређеним празницима. Затим култ „бадњака“, који се и до данас задржао у срском народу, и други слични обреди око дрвета, заправо су видне симболи обожавања вегетације.
Многи пагански празници старих Словена (који су знатно касније претворени у хришћанске), везани су за култ вегетације: Ивањско плетење венаца од пољског цвећа, Ђурђевдански обичаји са сличним венцима и брањем трава, духовни празници са кићењем кућа лиснатим грањем „биљани петак“ и брањем лековитих трава и други празници везани за обожавање вегетације, указују нам да је психа човека интимно била везана за вегетацију.
Свака биљка по записима и предању из нардоне медицине може човеку да донесе добро и зло, болест и смрт као зло. Божански дух у биљу може да одбрани човека од болести и смрти. Треба само добро познавати врсте биљака и искористити њихову снагу у заштити човека од болести тј. добро познавати којом се биљком може лечити болесна особа, а којом се може здрав човек заштити од болести. На том познавању стеченом кроз вишевековно искуство преношено „с колена на колено“ заснивала се и народна медицина српског народа.
Међу народним лекарима били су најпознатији, Ћира Мана и њен син Томо Константиновић, Хећим Јанко, Жандар Алекса, чича Димитрије из Параћина (вршио је реклинације катаракти), Баба Станија, Јевто Дучић из Надлуга (наводно је вршио операције укљештених кила), Марко Гиљача и Андрија Живаљевић (из Лежеваца), Крсто Медиловић из Паштровића, Петар Митров Мерџановић из Рисна, Лазо Горокућа из Будве Манда Петровић из Требиња итд. По вршењу трепанације лобање, у циљу лечења епилепсије и депресије или нешто ређе због крвне освете, најпознатији су били неки Марко Иличковић и чланови његове породице, из Црнице.

## Први школовани лекари
Све до 12. октобра 1757. године када је Јован Апостоловић, Србин из Будима, у Халеу завршио студије медицине одбраном докторске дисертације под називом: „Како утичу психичке трауме на људски организам“ (лат. Dissertatio inauguralis medico- philosophica exhibens modum quo affectus animi in corpus Humanum agunt generatim), Србија није имала школованог лекара.
Апостоловић је Герхарду Ван Свитену (1700–1772), професору и ментору Медицинског факултета у Лајдену, посветио своју дисертацију. Између осталог, у посвети он је цењеном професору написао:
| „ | ...да је он можда једини и први из славног српског народа који је свој дух поклонио медицинској науци“...и изразио наду да ће овај успех... покренути његов угледни српски род, до сада довољно славан по оружју, да убудуће буде прослављан и по својој књижевности и науци и да се тако, не само мачем већ и науком бори за напредак своје миле отаџбине. | ” |

Док је Србија стењала и патила под јармом Османлија, у 18. веку, у свету су се десила бројне револуције: индустријска револуција у Енглеској, Француска револуција (1789—1794), у којој је револуционарна скупштина прогласила Републику, а Сједињене Америчке Државе су постале независне и донеле свој први устав 1789. године.
Ренесанса је у Србији почела тек с почетка 19. века, и непосредно је повезана за њеним великим устанцима и бунама и новонасталим околностима у Европи.
У 19. век Србија је ушла без болница и без школованих лекара, јер су Османлије сматрале да су болест и смрт воља Алаха којој се не треба супротстављати. Тако је српска медицина, с почетка 19. века, међу најзаосталијим у Европи (и поред тога што је у исто време, од средине 18. века до средине 19. века у Новом Саду радило 30 Срба лекара), српски народ је морао сачекати да се у Србији догоде велики револуционарни догађаји.
Здравствене прилике у Србији почетком 19. века нису се нимало разликовале од оних у 18. веку, или како каже Вук Караџић:
| „ | "Код Срба кад се неко разболи слабо тражи лекара, он тражи попа или калуђера“. | ” |

## Лечење лековитим биљем
У Србији је познато око 3.500 таксона васкуларне флоре, преко 700  врста имају лековита својства, али је само нешто више од 200 (делимично) испитано. У промету се налазило око 300 биљних врста и њихових делова (дрога). Узимајући у обзир велики флористички биодиверзитет (разноврсност) флоре Србије, као и разноврсности јужних и источних делова Балканског полуострва, сматра се да су овом периоду недовољно стручно коришћене многе биљне врсте.
Прве писане податке о лековитим биљкама са простора Србије можемо наћи у кодексу Ходошком из 14. века и Хиландарском из 15. или 16. века. Захарије Стефановић Орфелин је у Великом Српском травнику (1783) описао десетине лековитих биљака, а Вук Стефановић Караџић у Српском ријечнику (1818) објавио податке о употреби лековитих биљака у народу. Оснивач српске ботанике др Јосиф Панчић и његов ученик и сарадник др Сава Петровић, а посебно овај други у књизи Лековите биљке Србије (1883), ударили су темеље фитотерапије у Србији.
Прерада лековитих биљака обухватала је добијање биљних сировина (плантажирањем, прикупљањем из природе или биотехнолошким поступцима), прање, одвајање непожељних делова и других биљака, сушење, сецкање, уситњавање, сепарацију, класификацију, мешање, паковање и др. Више фазе прераде обухватају дестилацију биљног материјала помоћу воде или водене паре (хидродестилација), екстракцију органским растварачима и др.